# Charaladinne, Kolar
Charaladinne là một làng thuộc tehsil Kolar, huyện Kolar, bang Karnataka, Ấn Độ.